# Tioira
Tioira (llamada oficialmente Santa María de Tioira) es una parroquia y un lugar del municipio español de Maceda, en la provincia de Orense, Galicia.

## Organización territorial
La parroquia está formada por siete entidades de población:
- A Eirexa
- Carguizoi
- Cimadevila
- O Batán
- Santa Marta
- Sarreaus
- Tioira

## Demografía

### Parroquia
| Gráfica de evolución demográfica de Tioira (parroquia) entre 2000 y 2022 |
|                                                                          |
| Datos según el nomenclátor publicado por el INE.                         |

### Lugar
| Gráfica de evolución demográfica de Tioira (lugar) entre 2000 y 2022 |
|                                                                      |
| Datos según el nomenclátor publicado por el INE.                     |